# Disa pulchra
Disa pulchra är en orkidéart som beskrevs av Otto Wilhelm Sonder. Disa pulchra ingår i släktet Disa och familjen orkidéer. Inga underarter finns listade i Catalogue of Life.